# Mark White
Pour les articles homonymes, voir White.
Mark Wells White, né le 17 mars 1940 à Henderson (Texas) et mort le 5 août 2017 à Houston (Texas), est un avocat et homme politique américain démocrate.

## Biographie
Il est gouverneur du Texas entre 1983 et 1987. Auparavant, il a été secrétaire d'État du Texas entre 1973 et 1977, et Attorney General du Texas entre 1979 et 1983.